# Lézignan-Corbières
Lézignan-Corbières (okcitansko Lesinhan de las Corbièras) je naselje in občina v južnem francoskem departmaju Aude regije Languedoc-Roussillon. Leta 2009 je naselje imelo 10.500 prebivalcev.

## Geografija
Kraj leži v pokrajini Languedoc ob reki Orbieu 21 km zahodno od Narbonna.

## Uprava
Lézignan-Corbières je sedež istoimenskega kantona, v katerega so poleg njegove vključene še občine Argens-Minervois, Boutenac, Camplong-d'Aude, Castelnau-d'Aude, Conilhac-Corbières, Cruscades, Escales, Fabrezan, Ferrals-les-Corbières, Fontcouverte, Homps, Luc-sur-Orbieu, Montbrun-des-Corbières, Montséret, Ornaisons, Saint-André-de-Roquelongue in Tourouzelle s 17.924 prebivalci.
Kanton Lézignan-Corbières je sestavni del okrožja Narbonne.

## Šport
- krajevni klub Football Club de Lézignan oz. Lézignan Sangliers je petkratni francoski prvak v ragbiju (1960, 1962, 1977, 2007-08, 2008-09).

## Pobratena mesta
- Lauterbach (Hessen, Nemčija);